# Offenbach-Tempelsee
Tempelsee ist ein Stadtteil der südhessischen Großstadt Offenbach am Main. In diesem Stadtteil lebten im März 2023 rund 5100 Menschen.

## Geographie
Der Stadtteil liegt im Süden Offenbachs und ist im Osten durch den Bürgeler Wald (auch  Amerikawäldchen genannt) von Bieber abgegrenzt. Im Süden liegt der Offenbacher Stadtwald und nach Westen grenzt die Carl-Ulrich-Siedlung und der Vorderwald, Tempelsee von dem Stadtteil Rosenhöhe ab. Nach Norden wird Tempelsee durch den Buchhügel begrenzt.

## Geschichte

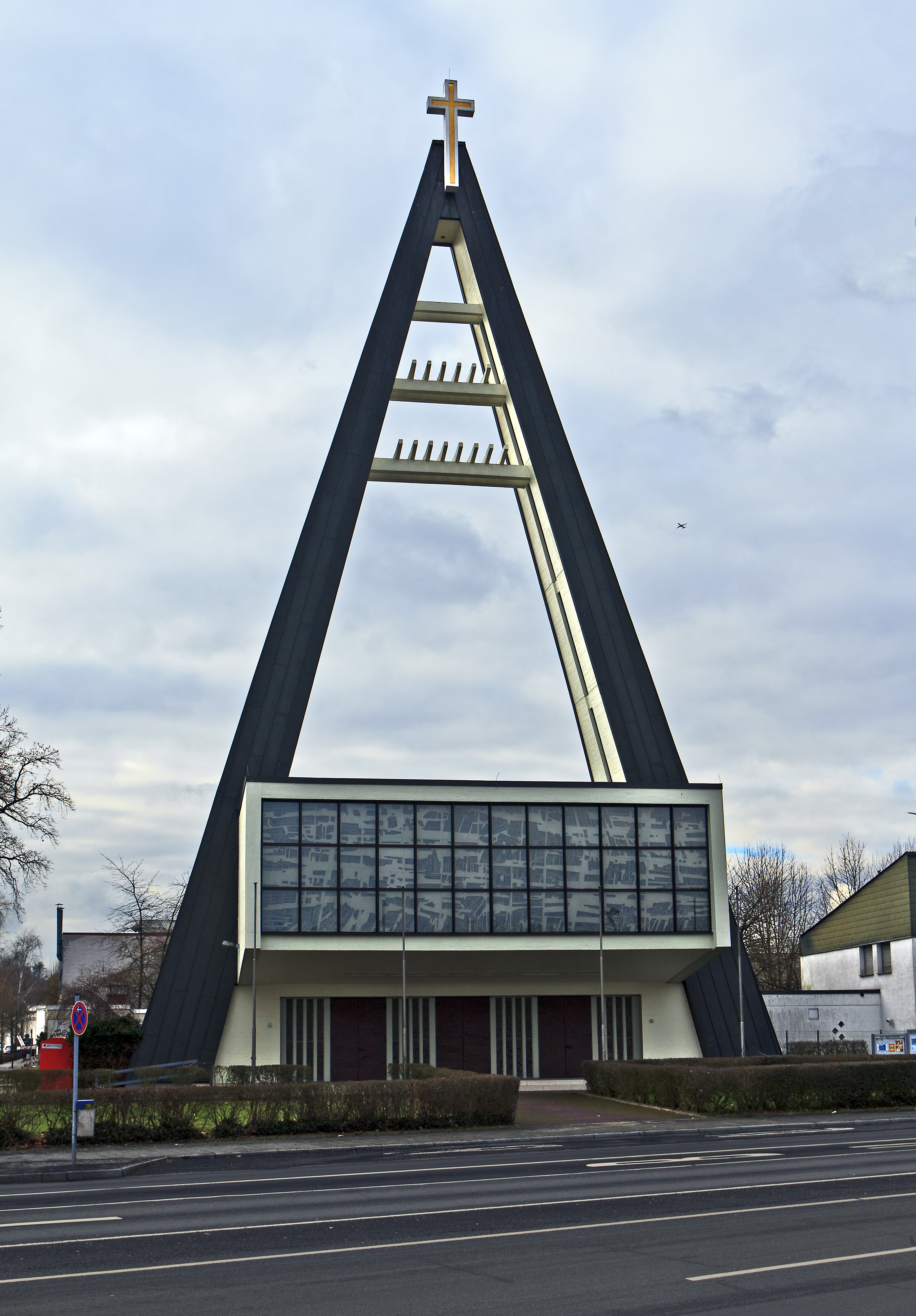
Katholische Kirche St. Konrad an der Waldstraße

Benannt ist der Stadtteil nach einer alten Mühle, die noch bis ins 20. Jahrhundert durch das Wasser des Hainbachs angetrieben wurde. Der Name des Sees, nach dem diese Mühle benannt war, leitet sich allerdings nicht von „Tempel“, sondern von „Tümpel“ ab. Bereits in einer Ausgabe der Flora der Wetterau von 1799 findet sich die Ortsangabe „im Wald bei der Tempelsee-Mühle hinter Offenbach“.
In der Mitte des Stadtteils befindet sich ein kleiner Park mit einem Weiher, der ein Relikt eines hier einstmals bestehenden Bergwerks ist.

Bis in die 1920er Jahre gab es auch eine Industriebahn quer durch Tempelsee. Sie führte von einem Kalksteinbruch auf dem Gelände des inzwischen geschlossenen Tambourbades auf dem Bieberer Berg zunächst entlang des Heusenstammer Wegs, um dann quer durch das Amerika-Wäldchen auf den heutigen Brunnenweg zu stoßen, an dem entlang sie bis etwa zur Stadthalle zur Zementfabrik der Offenbacher Portland-Cement-Fabrik AG führte. Dieses Werk wurde von der Heidelberger Zement AG übernommen und in den 1920er Jahren wegen erheblicher Überkapazitäten stillgelegt. Da damit auch der Kalkabbau im Bruch auf dem späteren Tambourbad zum Erliegen kam, verschwand die kleine Bahn nach und nach. Nach einem Augenzeugen waren die Reste vor dem Zweiten Weltkrieg noch zu sehen. Der Bahndamm dieser Bahn ist noch heute am Waldrand am Heusenstammer Weg zu sehen und wird als Fuß- und Radweg genutzt. Wegen der großen Steigung der diagonal durch das Amerika-Wäldchen führenden Bahnlinie – auch dort sind noch Reste der Trasse als Bahndamm und flacher Einschnitt zu sehen – wurde diese Bahn auch „Offenbacher Semmeringbahn“ genannt.

## Infrastruktur

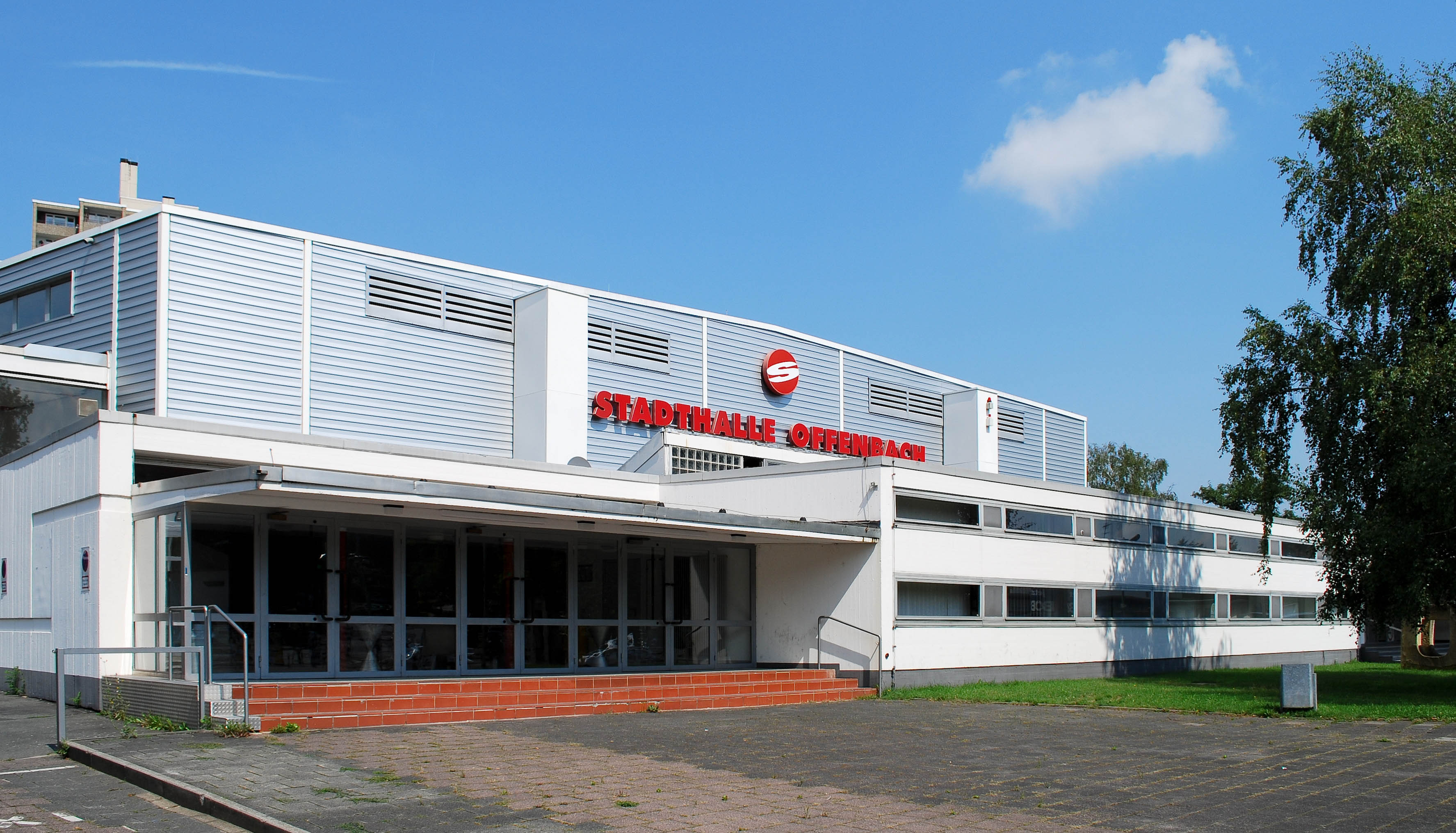
Die Stadthalle in Tempelsee

1922 wurde mit dem Bau der Siedlung Tempelsee begonnen. Heute ist der Stadtteil ein Wohngebiet mit den dafür üblichen Einrichtungen wie Schulen, Kindergärten und diversen Einkaufsmöglichkeiten. Eine der größten griechisch-orthodoxen Gemeinden in Deutschland hat ihren Sitz in diesem Stadtteil Offenbachs.
Im Stadtteil Tempelsee befindet sich auch die Stadthalle, einer der wichtigsten Veranstaltungsorte in Offenbach am Main.

### Verkehr
Der Stadtteil war von 1949 bis 1963 durch die Offenbacher Straßenbahn an die Innenstadt angebunden. Die geplante Umstellung der Strecke auf Oberleitungsbus wurde kurz vor Baubeginn durch Beschluss der Offenbacher Stadtverordnetenversammlung überraschend gekippt. Seit Ende 1963 erfolgt die Bedienung von Tempelsee durch Busse, heute durch die Stadtbuslinien 101 und 104 der Offenbacher Verkehrs-Betriebe.